# Deponie Varel-Hohenberge

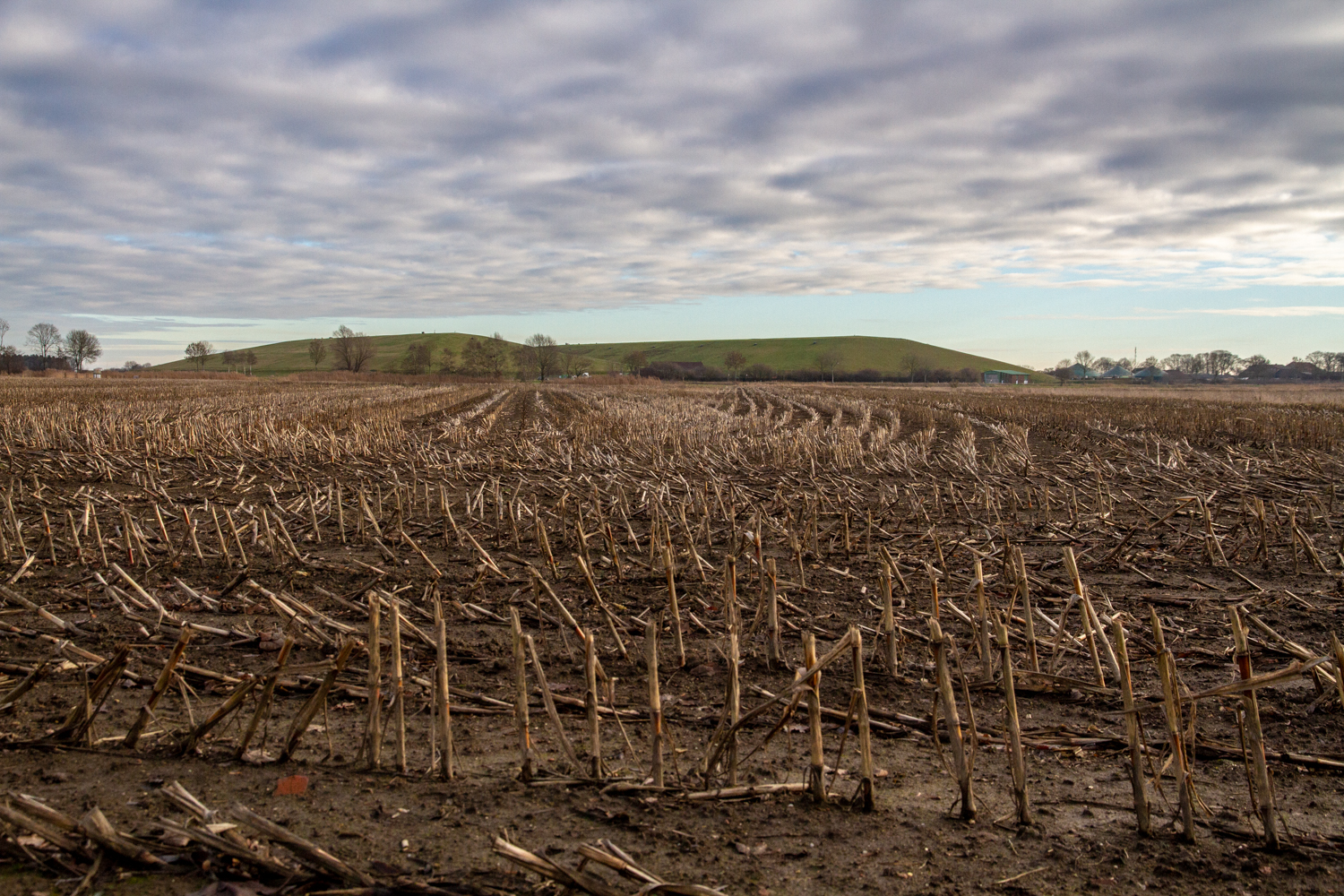
Die Vareler Mülldeponie am Horizont im Dezember 2018 aus Blickrichtung Grashof

Die Deponie Varel-Hohenberge ist eine ehemalige Siedlungsabfalldeponie des Landkreises Friesland in Niedersachsen.

## Lage
Das Deponiegelände liegt östlich der Stadt Varel und nördlich des Ortsteils Hohenberge inmitten landwirtschaftlicher Nutzflächen. Es wurde von 1974 bis Ende 2004 für die Ablagerung von Abfällen aus dem südlichen Teil des Landkreises Friesland mit der Stadt Varel und den Gemeinden Bockhorn und Zetel genutzt.

## Geschichte

### Ursprüngliche Planung und Erweiterung des Geländes
Das Deponiegelände war zunächst 5 ha groß. 1980 wurde es auf 10 ha Fläche vergrößert und 1992 um eine 8 ha große Erweiterungsfläche ergänzt. Von der Erweiterungsfläche standen etwa 5,1 ha als Ablagerungsfläche zur Verfügung. Die Deponie der Klasse II (Siedlungsabfalldeponie) hatte eine Ablagerungsgenehmigung bis zum 1. Juni 2005, war aber Ende 2004 so weit verfüllt, dass keine weiteren Abfälle abgelagert werden konnten.

### Deponiesicherung
Das 10 ha große Altfeld ist nach unten mit einer Kleischicht abgedichtet. Nach dem Ende der Ablagerung von Abfällen wurde eine Kunststoffdichtungsbahn und Erde als Abdeckung aufgebracht, welche die Deponie sichern und das Eindringen von Niederschlägen verhindern sollen, welche auf dem Weg durch den Abfall Sickerwasser produzieren würde. Die Erweiterungsfläche wurde nach unten mit insgesamt vier Meter mächtigen, natürlichen und künstlichen Dichtungsschichten aus Klei, Lehm und Kunststoffdichtungsbahnen versehen. Der Abfallberg des Altfeldes ist rund 22 Meter, der der Erweiterungsfläche rund 24 Meter hoch.

### Rekultivierung und Nachsorge
Nach dem Ende der Verfüllung der Deponieflächen wurde der Deponiekörper betrieblich mit Erde abgedeckt und nach Ende der Hauptsetzungen rekultiviert. Dabei wird die Oberfläche angeglichen und mit einer Multibarrierenabdichtung versehen. Die Abdichtung besteht aus einer Trag-, Ausgleichs- und Gasdrainschicht, einer mineralischen Dichtung, einer verschweißten Kunststoffdichtungsbahn, einer Dränageschicht, Sandschutzschicht und zum Schluss 85 cm Boden zum Ansäen von Gras. In der Deponie anfallendes Sickerwasser wird gesammelt und einer biologischen Kläranlage zugeführt. Das so vorgereinigte Sickerwasser wird in einem 1.800 m³ fassenden Speicherbecken gesammelt, bevor es zur weiteren Reinigung der Kläranlage der Stadt Varel zugeleitet wird, welche knapp zwei Kilometer von der Deponie entfernt im Nordosten von Varel an der Nordender Leke liegt.
Das bei der Umsetzung der organischen Bestandteile des Abfalls in der Deponie anfallende Deponiegas wird mit sechs Gasbrunnen auf dem Altfeld und 15 Gasbrunnen auf dem Neufeld abgesaugt und in einem Blockheizkraftwerk zur Energieerzeugung verwertet.
Nach Abschluss der Rekultivierungsarbeiten  wird die Anlage in die Nachsorge überführt. In dieser circa dreißig Jahre dauernden Zeit müssen alle möglichen Beeinträchtigungen, die von einer Deponie ausgehen können, überwacht werden. Dafür müssen regelmäßig Messungen auf Deponiegas sowie Kontrollen der Oberflächen und mehrmals jährlich die Grundwassermessstellen und Sickerwässer kontrolliert werden. Die Anlagen für die Wasserreinigung und Gasabsaugung müssen ebenfalls weiter betrieben werden.

### Nachnutzung des Deponiegeländes
Auf dem Deponiegelände wird noch ein Wertstoffhof betrieben, auf dem neben verwertbaren Abfällen aus privaten Haushalten (Sperrmüll, Elektrogeräte, Altmetall, Äste und Sträucher sowie Papier) auch schadstoffhaltige Abfälle angeliefert werden können. Die jetzt im Wertstoffhof angenommenen, ausschließlich verwertbaren Abfälle werden zur weiteren Behandlung in entsprechende Verwertungsanlagen gefahren. Zum Beispiel gehen Altpapier und Kartonagen in die Kartonfabrik Varel, Metalle zu den örtlichen Altmetallverwertern, Baum- und Strauchschnitt ins eigene Kompostwerk des Abfallwirtschaftszentrum Wiefels, das von den Landkreisen Friesland und Wittmund gemeinsam betrieben wird.

### Weitere Planungen
Beim Landkreis Friesland existierten Überlegungen, den Raum zwischen den beiden Deponiekörpern mit Boden und Bauschutt zu verfüllen. Die Abdeckung der Deponie war zu dem Zeitpunkt bereits angelaufen. Auch die Deutsche Bahn interessierte sich für die Nutzung der Deponie und wollte hier beim Ausbau der Bahnstrecke Oldenburg–Wilhelmshaven anfallenden Erdaushub entsorgen. Dies wurde jedoch abgelehnt, da die Deutsche Bahn sich an der Vorfinanzierung der Wiedereröffnung nicht beteiligen wollte.